# Роберт Л. Форвард
Роберт Лалл Форвард (англ. Robert Lull Forward; 15 серпня 1932, Дженіва — 21 вересня 2002, Сіетл) — американський фізик та письменник у жанрі наукової фантастики. Його літературним творам притаманна наукова достовірність, він використовував ідеї, які виникли в нього під час роботи аерокосмічним інженером.

## Біографія
Роберт Лалл Форвард народився 15 серпня 1932 року в місті Дженіва, штат Нью-Йорк, США. 1965 року він здобув ступінь доктора наук у Мерілендському університеті, захистивши дисертацію під назвою «Детектори динамічних гравітаційних полів» (англ. Detectors for Dynamic Gravitational Fields), у якій розробив детектори гравітаційних хвиль.
2001 року Форвард отримав діагноз раку термінальної стадії. Він помер 21 вересня 2002 року в місті Сіетл, штат Вашингтон, США.

## Кар'єра

### Фізик
Після закінчення університету, Форвард працював у дослідницькій лабораторії Центру розробки супутників Boeing, де він продовжував свої дослідження гравітації та отримав 18 патентів. Він рано пішов на пенсію у 1987 році, щоб зосередитися на своїй письменницькій роботі та працювати консультантом для НАСА. 1994 року він став співзасновником компанії «Tethers Unlimited, Inc.» разом із фізиком та інженером Робертом П. Гойтом, де був головним вченим та головою компанії до 2002 року.
Значна частина його досліджень була зосереджена на теоретичній фізиці, але завжди була заснована на тому, що, на його думку, могло бути створено людьми. Він працював над такими проектами як космічна прив'язь, космічний фонтан, сонячне вітрило, ракета на антиматерії та над іншими руховими установками космічних апаратів. Також займався дослідженням більш езотеричних можливостей як подорожі у часі та негативна матерія. Отримав патент на статит та зробив внесок у концепцію утікання радіаційних поясів.
Широкомасштабна праця Форварда у сфері гравітаційних хвиль включає в себе винахід хрестоподібного гравітаційного градіометра, що обертається, (англ. rotating cruciform gravity gradiometer) під назвою Детектор мас Форварда (англ. Forward Mass Detector) для вимірів Місячного маскону. Гравітаційний градіометр був описаний у відомому підручнику з теорії відносності «Гравітація» авторства Чарлза Мізнера, Кіпа Торна та Джона Арчибальда Вілера.

### Письменник
Крім більш ніж 200 наукових робіт та статей, Форвард опублікував 11 художніх романів. Його твори отримали змішані відгуки критиків, які завжди хвалили його наукові концепції та опис прибульців, але зауважували, що його сюжети — ненасичені, а люди — неглибокі. Його використання тем жорсткої науки дуже нагадує твори Гола Клемента. Він описав свій перший роман «Яйце дракона» (англ. Dragon's Egg) як «підручник з фізики нейтронних зірок, замаскований під роман». Його роман «Світ Роша» (англ. Rocheworld) описує систему з двох планет зі спільною атмосферою та океаном та космічний корабель з двигуном, який працює на спрямованій енергії. Форвард написав два романи з серії «Світ Роша» у співавторстві зі своєю дружиною Мартою Додсон Форвард та два інших романи зі своєю другою дочкою Джулі Форвард Фуллер.
Він також допоміг Ларрі Нівену розрахувати параметри газової хмари Димове кільце, яка фігурує у романі «Інтегральні дерева».

## Особисте життя
Форвард був одружений з Мартою Додсон Форвард (англ. Martha Dodson Forward) з 1954 року до його смерті у 2002 році. У пари було чотири дитини — Роберт «Боб» Додсон Форвард (англ. Robert «Bob» Dodson Forward), Мері Луїз Меттлін (англ. Mary Lois Mattlin), Джулі Елізабет Фуллер (англ. Julie Elizabeth Fuller) та Ів Лорен Форвард (англ. Eve Lauren Forward).
Його син Боб Форвард працював художником розкадровки та письменником у сфері телевізійної анімації, зокрема брав участь у створенні таких мультиплікаційних серіалів як «Хі-мен та володарі всесвіту», «Легенда про Зельду» та «Битви звірів». Крім цього, він написав два романи — «Сова» (англ. The Owl) та «Сова 2: Пурпурова серенада» (англ. The Owl 2: Scarlet Serenade). Перший роман був екранізований у 1991 році.
Наймолодша дитина Форварда Ів Лорен Форвард написала два романи — «Лиходії за необхідністю» (англ. Villains by Necessity) та «Аніміст» (англ. Animist).

## Нагороди та номінації
- 1981 — Премія «Локус» за найкращий дебютний роман за роман «Яйце дракона»
- 1981 — Номінація на премію «Локус» за найкращий науково-фантастичний роман за роман «Яйце дракона»
- 1981 — Номінація на премію Джона В. Кемпбелла найкращому новому письменнику-фантасту за «Співочий діамант», «Яйце дракона»
- 1983 — Премія «Сейун» за найкращий перекладений роман за «Яйце дракона»
- 1986 — Номінація на премію «Локус» за найкращий науково-фантастичний роман за роман «Зоретрус»
- 1990 — Премія «Сейун» за найкращу нехудожню книгу за переклад книги «Магія майбутнього»

## Твори

### Яйце дракона
- 1980 — «Яйце дракона» (англ. Dragon's Egg)
- 1985 — «Зоретрус» (англ. Starquake)

### Світ Роша
- 1982 — «Світ Роша[en]» (англ. Rocheworld), або «Політ коника» (англ. The Flight of the Dragonfly)
- 1993 — «Повернення до світу Роша[en]» (англ. Return to Rocheworld) з дочкою Джулі Форвард Фуллер
- 1993 — «Загублені у раю» (англ. Marooned on Eden) з дружиною Мартою Додсон Форвард[4]
- 1994 — «Океан під льодом[en]» (англ. Ocean Under the Ice) з Мартою Додсон Форвард
- 1995 — «Врятовані з раю[en]» (англ. Rescued from Paradise) з Джулі Форвард Фуллер

### Романи поза серією
- 1991 — «Марсіанська веселка» (англ. Martian Rainbow)
- 1992 — «Майстер часу» (англ. Timemaster)
- 1993 — «Камелот 30К» (англ. Camelot 30K)
- 1997 — «Рух із Сатурна[en]» (англ. Saturn Rukh)

### Збірки
- 1995 — «Не відрізнити від магії» (англ. Indistinguishable from Magic) (оповідання та есеї)

### Нехудожня література
- 1988 — «Дзеркальна матерія: Освоєння фізики антиматерії» (англ. Mirror Matter: Pioneering Antimatter Physics)
- 1988 — «Магія майбутнього» (англ. Future Magic)

## У популярній культурі
Роберт Л. Форвард є головним героєм жартівливого науково-фантастичного оповідання Айзека Азімова «Зліва направо» (1987).

## Архіви Форварда
З 1987 року архіви робіт Роберта Л. Форварда зберігаються у бібліотеці Університету Каліфорнії у місті Ріверсайд.